# 朱載壡
朱 載壡（しゅ さいえい、嘉靖15年10月6日（1536年10月20日） - 嘉靖28年3月17日（1549年4月14日））は、明の皇族。諡号は荘敬太子。

## 生涯
第12代皇帝嘉靖帝の次男。母は王皇貴妃。
4歳のときに皇太子となり、監国にも任命された。父の嘉靖帝は道教などの迷信を信じて国政を顧みなかったため、朱載壡は早くから国政を代行したという。
1549年、14歳のときに太廟が完成した際、父帝の代わりに祭祀を主宰したが、その2日後に急死したという。